# Кэмпбелл, Дадли Джуниор
Дадли Джуниор Кэмпбелл (англ. Dudley Junior Campbell; 12 ноября 1981, Хаммерсмит, Англия) — английский футболист, нападающий.

## Карьера
7 июня 2005 года «Брентфорд» подписал с Кэмпбеллом контракт на один год с возможностью продления. Сумма трансфера составила 5 тысяч фунтов стерлингов. В январе 2006 года был назван игроком месяца в Чемпионшипе.
Три дня спустя Кэмпбелл подписал контракт с «Бирмингем Сити». Сумма трансфера тогда составила 500 тысяч фунтов стерлингов. Дебютировал в составе «Бирмингем Сити» 4 февраля 2006 года в игре против лондонского «Арсенала». Всего же за «Бирмингем Сити» Кэмпбелл провёл 43 игры и забил 9 мячей.
20 июля, Кэмпбелл подписал контракт на 4 года с «Лестер Сити». Сумма трансфера была равна 1,6 миллионов фунтов. Всего за «Лестер Сити» Кэмпбелл провел 41 матч и записал на свой счёт 5 мячей.
8 января 2009 года на правах аренды Кэмпбелл подписал контракт с «Блэкпулом». Кэмпбелл забил в своём дебютном матче за «Блэкпул» в матче против «Ковентри Сити», но тот матч команда Кэмпбелла проиграла со счётом 2:1.
После истечения срока аренды Кэмпбеллом интересовались «Ковентри Сити», КПР и «Блэкпул» также хотел оставить игрока у себя, но в результате не одна сделка не состоялась, и «Лестер Сити» вновь отдал Кэмпбелла в аренду, но теперь уже в «Дерби Каунти». За «Дерби Каунти» он провёл 8 матчей и отправил в ворота соперников 3 мяча.
1 февраля Кэмпбелл вновь присоединился к «Блэкпулу» на правах аренды. 31 августа 2010 года Кэмпбелл был продан в «Блэкпул». Сумма трансфера не разглашается.
4 августа 2011 года подписал контракт с «Куинз Парк Рейнджерс».

### В сборной
Кэмпбелл провёл несколько матчей за сборную Англии (С).

## Личная жизнь
22 апреля 2010 года был арестован около ночного клуба в Лондоне. Кэмпбелл был доставлен в полицейский участок западного Лондона, позже выпущен без предъявления обвинений.

## Достижения
«Блэкпул»
- Чемпионат Футбольной лиги Англии: 2009/10 (плей-офф, выход в Премьер-лигу).